# Сальца-Ірпіна
Сальца-Ірпіна (італ. Salza Irpina) — муніципалітет в Італії, у регіоні Кампанія, провінція Авелліно.
Сальца-Ірпіна розташована на відстані близько 230 км на південний схід від Рима, 55 км на схід від Неаполя, 8 км на схід від Авелліно.
Населення — 785 осіб (2014).

## Демографія
Населення за роками:

Станом на 1 січня 2023 року в муніципалітеті офіційно проживали 22 іноземці з 6 країн, серед них 17 громадян країн Євросоюзу та 3 громадяни України.

## Сусідні муніципалітети
- К'юзано-ді-Сан-Доменіко
- Паролізе
- Сан-Потіто-Ультра
- Сорбо-Серпіко
- Вольтурара-Ірпіна